# Aloys Jousten

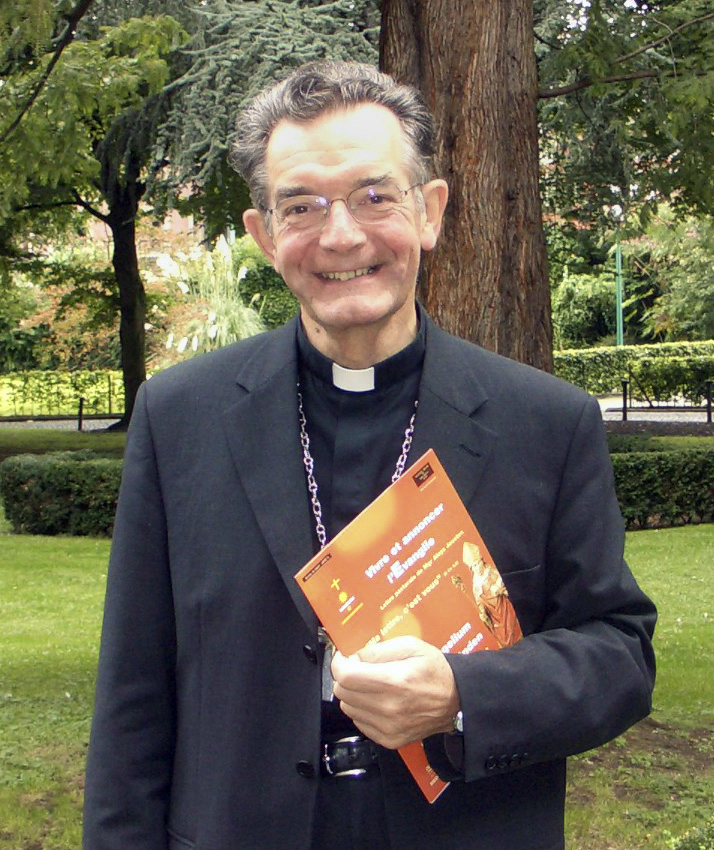
Bischof Aloys Jousten (2006)

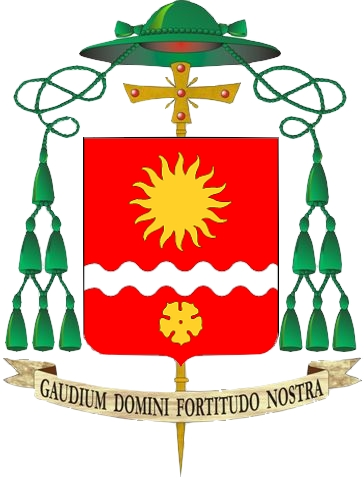
Bischofswappen

Aloys Jousten (* 2. November 1937 in Sankt Vith; †  20. September 2021 in Köln) war ein belgischer Bischof.

## Leben
Aloys Jousten stammt aus Eibertingen im deutschsprachigen Ostbelgien. Nach dem Abitur in Sankt Vith studierte Jousten in Sint-Truiden und im Priesterseminar von Lüttich. Er empfing am 8. Juli 1962 die Priesterweihe. Er promovierte 1966 an der Katholischen Universität Löwen.
Jousten wurde 1964 Professor im Priesterseminar von Lüttich. 1975 wurde er Schulleiter der Oberschule für Mädchen am Heidberg-Institut in Eupen und von 1970 bis 1985 war er Kaplan in Amel. 1985 wurde er Dechant von Sankt Vith und Bischofsvikar für das deutschsprachige Gebiet des Bistums Lüttich. 1990 wurde er Dechant und Pfarrer an St. Nikolaus in Eupen.
Am 9. Mai 2001 ernannte Papst Johannes Paul II. Jousten zum Bischof von Lüttich. Die Bischofsweihe empfing er am 3. Juni desselben Jahres von Godfried Kardinal Danneels, Erzbischof von Mecheln-Brüssel. Mitkonsekratoren waren der Apostolische Nuntius in Belgien, Pier Luigi Celata, die Altbischöfe von Lüttich, Guillaume-Marie van Zuylen und Albert Houssiau, sowie der Bischof von Hasselt, Paul Schruers.
Am 2. November 2012 bot Bischof Jousten dem Papst seinen Rücktritt an, den Papst Franziskus am 31. Mai 2013 annahm. Nachdem er am 12. September 2021 noch an der Abschlussveranstaltung des Eucharistischen Weltkongresses in Budapest mit Papst Franziskus teilgenommen hatte, starb er unerwartet acht Tage später während eines Treffens ehemaliger Mitschüler in Köln. Am 27. September 2021 fanden die Trauerfeierlichkeiten für Bischof Jousten in der Lütticher St.-Pauls-Kathedrale statt, die Beisetzung erfolgte in der Krypta der Kathedrale.